# 영평군 (경기도)
| Daedongyeojido (Gyujanggak) 12-03.jpg | Daedongyeojido (Gyujanggak) 12-02.jpg |
|                                       |                                       |

영평군(永平郡) 또는 영평현(永平縣)은 조선시대와 대한제국 시대에 경기도 북동부에 있던 행정 구역이다. 동으로는 가평군과 강원도 김화군, 서쪽으로는 연천군 및 양주군 영근면 및 청송면, 산내면, 남으로는 포천군 외북면(현, 신북면 고일리, 삼성당리, 계류리 일대), 북으로는 철원군 관인면 등과 인접하였다. 1914년 4월 1일 경기도 포천군에 병합되었는데, 현재의 포천시 영중면, 영북면, 이동면, 일동면, 창수면에 해당된다.
백제 및 고구려의 양골현(梁骨縣) 지역으로 신라 경덕왕 때 동음현이라 칭했다가 다시 고려시대에 영흥현으로 개칭되었다. 1394년 이성계가 자신의 고향을 영흥부로 이름지으면서 영흥현을 다시 영평현이라 칭했는데, 이후 1914년까지 영평이라는 지명을 사용하였다. 1945년 11월 포천군의 38선 이북 지역을 관할로 부활하였다가, 1년 만인 이듬해 12월에 폐지되었다.

## 행정 구역
- 동면→나중에 일동면과 이동면으로 분할, 포천에 병합되기 전에 나뉘었다.
- 일동면, 동면이 2개로 분할되면서 생긴 명칭이다.
- 이동면, 동면이 2개로 분할되면서 생긴 명칭이다.
- 북면→포천군에 병합되면서 영북면으로 이름이 변경되었다.
  - 대회산리 일부→창수면 운산리에 편입
- 읍내면(邑內面) 또는 영평읍 : 영중면
  - 읍내면 대사리, 광정리 전역, 내상동, 내하동 일부→영중면 영평리
  - 읍내면 산천리, 내상동, 내하동 일부, 천변리→영중면 영송리
  - 읍내면 성동리, 상면리→영중면 성동1리, 성동2리
- 군내면(郡內面) : 양문리, 영중면
  - 군내면 금주리, 거사동, 수일동, 만교리→금주리로 통합되었다가 각각 금주1리, 금주2리(수일동, 만교리 및 포천 내북면 만세교리 일부) 로 변경
  - 거사동->거사리
  - 만세교리→1914년 금주리로 변경, 금주1리
- 하리면(下里面)
  - 오가리, 사청리 전역, 금주리 일부→창수면 오가리
  - 사천리→오가리에 편입되었다가 오가3리
  - 금주리 일부→창수면 주원리
  - 설운리->운산리
- 남면(南面)
  - 가양리→창수면 가양리
  - 풍패동→내북면 삼성당리 일부와 함께 가양리로 편입
  - 주원리, 옥병리 전역→주원리로 통합, 옥병리, 옥봉동은 주원4리
  - 추동리
  - 하추동리→포천시 신북면 고일1리에 편입
- 서면(西面)
  - 서면 고소성리, 천석리 전역→고소성리로 통합

## 역사
- 고구려의 양골현(梁骨縣)
- 삼국시대 초기 백제에 편입
- 고구려 광개토대왕 때 다시 고구려로 편입
- 삼국 통일 이후 신라에 편입, 신라 경덕왕 때 동음(洞陰)현으로 지명을 바꾸고, 견성군(堅城郡, 양주군)의 속현으로 편입시켰다.
- 1018년 : 동주군(東州郡, 포천군)의 속현이 되었다.
- 1105년 : 영평현 감무(監務)를 임명하였다.
- 다시 포천의 속현이 되었다.
- 1269년 : 위사공신인 장군 강윤소(康允玿)의 내향이라 하여 영흥현(永興縣)으로 승격시키고 현령을 파견하였다.
- 1394년 : 조선 태조 이성계가 자신의 고향인 화주군(和州郡)을 승격시켜 영흥부(永興府)로 이름을 바꾸면서, 영흥현은 다시 영평현으로 개칭되었다.
- 1618년 : 포천군을 병합시키고 영평대도호부가 되었다.
- 인조 때 : 다시 포천현을 분리시키고 영평대도호부에서 영평현으로 격하되었다.
- 순조 때 : 왕자 효명세자 영의 태실(胎室)을 영평군 읍내면 상면리(上面里) 고향교동(古鄕校洞) 부락에 매설하였다.
- 1835년 5월 ~ 1836년 3월 21일 : 헌종 즉위 후 아버지 효명세자를 익종으로 추존하면서, 상면리에 매장되었던 효명세자의 태실을 재정비하였다.[익종태실가봉석난간조배의궤(翼宗胎室加封石欄干造排儀軌)]
- 헌종 때 : 영평현에서 영평군으로 승격
- 대동지지(1866)에 의하면 당시 읍내면, 일동면, 남면, 서면, 북면과 함께 구 향소부곡인 유석향(乳石鄕)[1]과 용곡소(龍谷所)가 있었다.[2] 유석향은 화적연 주변 일대, 용곡소는 일동면 산내지마을 일대에 있었다고 추정된다.

### 근대
- 1895년(대한제국) : 영평군이 포천군에 병합되었다.
- 1896년 : 다시 영평군이 부활하였다. 당시 읍내면, 군내면, 하리면, 남면, 서면, 북면, 일동면, 이동면이 있었다.
- 1914년(일제강점기 대통폐합) : 조선총독부령으로 포천군에 편입, 이때 읍내면과 군내면을 합쳐 영중면으로 하고, 하리면, 남면, 서면을 합쳐 창수면으로 통합하였으며[3], 영평군 북면은 영북면으로 개칭하였다.

### 재설치 (1945~1946)
- 1945년 11월 : 소련군정이 포천군의 38선 이북 지역을 관할로 영평군을 설치하였다.

- 영북면, 이동면, 영중면(일동면 편입), 창수면, 청산면
- 1946년 9월 5일 : 북한 당국이 영평군과 련천군을 강원도에 편입시켰다.[4]
- 1946년 12월 : 북한 당국에 의해 영북면·이동면·영중면이 강원도 철원군에, 청산면·창수면이 강원도 련천군에 편입되어 영평군이 폐지되었다.[4][5]
- 1953년 7월 27일 : 한국전쟁의 결과 대한민국이 전 지역을 수복하였고, 북포천군이라는 이름으로 군정이 실시되었다.
- 1954년 11월 17일 : 수복지구에 대한 포천군의 행정권이 회복되어 북포천군이 폐지되었다.[6]

## 같이 보기
- 포천시